# Holy Fvck
Holy Fvck (estilizado com todas as letras maiúsculas) é o oitavo álbum de estúdio da cantora estadunidense Demi Lovato. Foi lançado em 19 de agosto de 2022, através da Island Records. Holy Fvck é principalmente um álbum de pop punk e hard rock, sendo um retorno às suas primeiras raízes influenciadas pelo rock de seus dois primeiros álbuns de estúdio Don't Forget (2008) e Here We Go Again (2009), ao mesmo tempo em que contém sons de glam rock e heavy metal.
A maior parte do álbum foi produzida por Warren "Oak" Felder, Mitch Allan, Alex Niceforo e Keith "Ten4" Sorrells. Yungblud, Royal & the Serpent e Dead Sara foram artistas que participaram. O primeiro single do álbum, "Skin of My Teeth" foi lançado em 10 de junho de 2022. "Substance" e "29" foram lançados como segundo e terceiro singles, respectivamente.
Holy Fvck estreou entre os dez primeiros da Billboard 200 dos EUA e da UK Albums Chart, onde alcançou a sétima posição. Em apoio ao álbum, Lovato embarcou na Holy Fvck Tour, que começou em 13 de agosto de 2022.

## Antecedentes
Lovato considerou pela primeira vez o tipo de música que desejava fazer para seu oitavo álbum de estúdio em 2021, após o lançamento do álbum Ain't It Tragic, da banda de rock americana Dead Sara, lançado naquele ano. Ela comentou que "isso reacendeu essa chama dentro de mim. Eu estava tipo, "Eu quero fazer rock." Eu os vi em turnê e fiquei super empolgada com a música deles e fiquei tipo "É isso para o que eu quero voltar" Parecia certo para mim porque eu não fazia isso há algum tempo. Eu queria voltar às minhas raízes."
Em janeiro de 2022, Lovato postou no Instagram que realizou um "funeral" para sua antiga música pop, com uma foto de Lovato com executivos de gravadoras e gerentes todos vestindo preto e Lovato mostrando os dois dedos do meio. Isso foi mais tarde esclarecido como uma reunião de gravadora e o fato de todos estarem vestindo preto era simplesmente uma coincidência, mas Lovato sentiu que era um símbolo de uma mudança de direção que sua música estava tomando. Nos meses que se seguiram a este evento, Lovato compartilhou com entusiasmo vários trechos de um som mais rock em suas mídias sociais, com "guitarras estrondosas, vocais crescentes e letras cortantes". Em uma entrevista a Rolling Stones em fevereiro de 2022, Lovato confirmou um retorno ao "emo-rock" que era "uma reminiscência da minha primeira era". Lovato esclareceu, no entanto, que seu novo álbum de estúdio seria diferente de seu álbum de estreia Don't Forget (2008), na medida em que tem um "peso" não liricamente, mas "peso como em alguns dos sons que eu não fiz antes". Lovato também falou com a Inked, confirmando que seu novo álbum "definitivamente não é R&B ou soulful, eu diria que é mais rock do que qualquer coisa" e que foi inspirado por músicos de punk rock que Lovato estava ouvindo atualmente, como Royal and the Serpent e Turnstile.
Nos stories do Instagram em abril de 2022, a cantora confirmou que seu futuro álbum refletiria sobre "os altos e baixos da artista durante sua jornada pessoal". Lovato explicou ainda, "ficar emocionada ouvindo meu novo álbum porque estou muito orgulhosa dele", além de rotulá-lo como "melhor absoluto e tão representativo de mim, onde comecei e quem sou hoje". Neste ponto, um single principal estava a apenas "semanas de distância" pela comunicação de Lovato com os fãs. Lovato finalmente confirmou que o single principal seria intitulado "Skin of My Teeth" em 23 de maio de 2022, indiretamente através de um pequeno tweet que estava respondendo à especulação dos fãs. Alguns dias depois, Lovato anunciou oficialmente o lançamento da música e compartilhou a capa do single. Lovato anunciou o álbum com sua capa e data de lançamento em 6 de junho de 2022, com um link para a loja oficial de Lovato, onde os fãs podem encomendar cópias físicas do álbum.
Um comunicado de imprensa indicou que o álbum deve incluir 16 faixas e incluiu uma declaração de Lovato, que compartilhou:

"O processo de fazer este álbum foi o mais gratificante até agora, e sou grata aos meus fãs e colaboradores por estarem nessa jornada comigo. Tenho certeza de mim e da minha música, e este disco fala isso por si só. Aos meus Lovatics que estão tocando comigo desde o início e aqueles que estão vindo agora para o passeio, obrigado. Este disco é para vocês."

## Composição

### Música e letras
Holy Fvck é visto como uma mudança sônica para Lovato, e tem sido descrito como um álbum de hard rock, apresentando elementos de metal, e pop punk. Em relação à sua decisão de voltar a um som baseado no rock, Lovato disse: "Quando eu trabalhava no Disney Channel, eu sabia que poderia ir tão duro, mas não foi até recentemente que senti que poderia realizar esse som." Ela afirmou ainda: "Eu tive muita raiva desde que saí do tratamento. Essas novas músicas são sobre retomar o poder e assumir minha raiva - algo que deixei de lado por anos, porque pensei que me tornaria menos espiritual."
Um tema lírico do álbum era de um tom religioso, que Lovato disse à Vogue britânica "só saiu no processo de composição. Eu queria ter meu poder de volta. Eu cresci na igreja como cristã e tinha alguma raiva em relação a isso. Sendo queer, eu definitivamente senti que fui incompreendida." Lovato também se referiu ao Holy Fvck como seu álbum mais autêntico até hoje, e que ela se sentiu orgulhosa de seu trabalho anterior, mas "não me deixou feliz. Sempre houve esse tipo de vazio que eu sentia, porque eu estava tentando ser alguém que eu não era. Agora, eu me identifico como não-binário, então quando digo "Você gostaria mais de mim se eu ainda fosse ela", também é uma referência às pessoas que querem que eu continue sendo quem elas queriam que eu fosse em seus olhos."

### Canções
A faixa de abertura de Holy Fvck, "Freak", com o cantor britânico Yungblud, apresenta "guitarras de rock gótico carnavalesco e explosões de glam industrial e hardcore, encontra Lovato lamentando seu status como um "pedaço de carne" esculpido para entretenimento" com a letra "veio pelo trauma, ficou pelo drama". "Skin of My Teeth" foi comparado pela NPR ao som pop rock de "Celebrity Skin" de Hole com as afetações vocais de "Born This Way" de Lady Gaga; e foi elogiada pela Loudwire por lidar com o vício, descrevendo-o como tendo "um senso imediato de urgência, abrindo com duas batidas de caixa e alguns acordes", após o que Lovato começa a cantar em um tom vocal sardônico.
A terceira faixa e o segundo single "Substance" foi descrito por Emily Zemler da Rolling Stone como uma música "estridente", "hino pop-punk", com Lovato cantando alto sobre guitarras e baterias inspiradas nos primeiros anos da música punk. A letra presente na música é uma crítica direta à sociedade contemporânea, além de evocar os problemas anteriores relacionados a drogas e problemas de saúde mental de Lovato. "Eat Me", com Royal & the Serpent, é a quarta faixa do álbum, e foi comparada por Beaumont ao "synth-rock mais triturante do Muse" e "desvia o alvo de si mesma para a indústria que a prendeu às suas expectativas lucrativas". "Seja mais previsível, seja menos político, não muito original, mantenha a tradição, mas permaneça individual", ela canta, listando notas de A&R antes de retroceder em um refrão de power punk: "Eu conheço a garota que você adorava, ela está morta, é hora de pra c******... você vai ter que me comer como eu sou." O USA Today comparou ainda mais "Eat Me" com a música do Nine Inch Nails, que mostra Lovato e Royal & the Serpent "na ponta dos pés em uma vibe gótica assustadora antes que a música exploda em uma bola de fogo de raiva".
A quinta faixa é a faixa-título do álbum, com Callie Ahlgrim da Insider Inc. chamando-a de "um headbanger sólido e gutural", com letras de "imagens bíblicas" que "aludem ao sexo tão bom que parece sagrado". A sexta faixa "29" foi descrita por James Hall do The Daily Telegraph como "uma laje crescente de rock amigável ao rádio", e apresenta letras referindo-se a diferenças de idade nos relacionamentos, com especulações da mídia de que o ex-namorado de Lovato, Wilmer Valderrama, é o assunto da canção.[carece de fontes?] "Happy Ending" foi descrita por Beaumont como "uma empolgante placa de busca da alma pop grunge" com Lovato confessando que "sinto falta dos meus vícios", "demônios estão chamando e me rasgando em pedaços".
A oitava faixa "Heaven" é uma música de "rock gótico industrial" que apresenta uma "batida glam" e foi comparada por Hall a "soar como um mash-up entre The Sweet e Megadeth". Em uma entrevista ao Los Angeles Times, Lovato afirma que a letra da música é "na verdade baseada em um versículo da Bíblia", explicando ainda mais "Mateus 5:30 diz: 'Se sua mão direita faz você pecar, corte-a; [porque] é melhor perder uma parte do seu corpo do que todo o seu corpo para o inferno.' Esse era um versículo da Bíblia que eu ouvia desde jovem - jovem demais para saber o que era masturbação. E agora, tenho minha própria linha de brinquedos sexuais. A masturbação pode ser uma forma de autocuidado, não é algo para se envergonhar de tudo."[carece de fontes?] "City of Angels" é a nona faixa de Holy Fvck, e foi comparada por Beaumont à música de Avril Lavigne e Blink-182, com letras baseadas em insinuações sexuais com "Lovato imaginando "batizando" uma grande variedade de marcos de Los Angeles do Viper Room para Splash Mountain". A décima faixa "Bones" foi dita por Hannah Mylrea da NME como "uma chamada de acasalamento indutor de mosh-pit" que incorpora "riffs latejantes de Royal Blood e o refrão ronronado de Lovato que começa com a declaração sem sentido "Deixe-me pular seus ossos"".
"Dead Friends", a décima terceira faixa, é uma "sessão de jam de pop punk, cheia de guitarras rápidas e muitos padrões de bateria de tempo duplo"; e foi dito por Lovato em uma entrevista à Vogue britânica ter sido originalmente "uma música mais lenta, mas acabei transformando-a em uma mais rápida. Queria homenagear os amigos que senti falta, mantendo-a animada e uma homenagem bem-humorada a eles." A décima quinta faixa "Feed" "começa como uma balada de piano, catalogando "cicatrizes que causei e cicatrizes que ganhei", antes de explodir em uma celebração crua de auto-realização e determinação. "Eu decido qual alimentar" torna-se um mantra simples, mas persuasivo em meio ao caos." "4 Ever 4 Me" é a décima sexta e última faixa de Holy Fvck, uma canção de amor que foi comparada por Olivia Horn do Pitchfork à música do Goo Goo Dolls, que "envolve Lovato em acordes acústicos e cordas agridoces enquanto cantam para um novo parceiro sobre querer conhecer sua mãe".

## Promoção
O anúncio do álbum foi apoiado pelo lançamento de um trailer do álbum em 6 de junho de 2022, com um trecho de "Skin of My Teeth" servindo como música de fundo para uma série de clipes de Lovato criando o álbum em estúdio. O trailer termina com um trecho de "Freak", com a letra "Get your tickets to the freak show baby, step right up to watch the freak go crazy". Lovato estreou "Skin of My Teeth" em 9 de junho com uma performance no The Tonight Show Starring Jimmy Fallon. Durante sua entrevista no programa, Lovato revelou que Holy Fvck contém três colaborações. Um segundo single, "Substance", foi lançado em 15 de julho de 2022. Lovato estreou a música no Jimmy Kimmel Live! em 14 de julho e anunciou a lista de faixas do álbum naquele dia. Segundo a Billboard, a música "29" servirá como terceiro single do álbum. Ao postar um trecho no TikTok, os fãs especularam que a letra é uma referência a seu ex-namorado Wilmer Valderrama. A música foi lançada oficialmente em 17 de agosto de 2022. Internacionalmente, três versões alternativas do álbum foram disponibilizadas na loja online de Lovato; cada nova versão apresenta a mesma lista de faixas, mas uma arte de capa alternativa para o álbum.

## Controvérsia
No Reino Unido, um pôster promovendo a turnê e o álbum foi banido pela Advertising Standards Agency (ASA). A decisão de 2023 afirmou que o uso de imagens que retratavam Lovato em uma roupa bondage em um colchão em forma de crucifixo evocavam imagens religiosas cristãs, de acordo com o relatório Lovato estava "em uma posição com as pernas amarradas para um lado que lembrava Cristo na cruz" e provavelmente ofenderia os cristãos junto com o título do álbum Holy Fvck. Dizia-se que este último era facilmente interpretado pela maioria dos adultos como um palavrão, e o cartaz também era usado em áreas de fácil acesso para crianças. A ASA decidiu que o pôster não poderia ser usado novamente naquele formato, "a menos que fosse direcionado adequadamente".

## Recepção crítica
| Críticas profissionais | Críticas profissionais |
| Pontuações agregadas   | Pontuações agregadas   |
| Fonte                  | Avaliação              |
| ---------------------- | ---------------------- |
| AnyDecentMusic?        | 7.4/10                 |
| Metacritic             | 78/100                 |
| Avaliações da crítica  |                        |
| Fonte                  | Avaliação              |
| AllMusic               | [ 43 ]                 |
| The Arts Desk          | [ 44 ]                 |
| Clash                  | 7/10                   |
| The Daily Telegraph    | [ 28 ]                 |
| The Independent        | [ 2 ]                  |
| The Line of Best Fit   | 8/10                   |
| NME                    | [ 29 ]                 |
| Pitchfork              | 6.5/10                 |
| Sputnikmusic           | [ 47 ]                 |

Holy Fvck recebeu uma resposta positiva dos críticos de música. No Metacritic, que atribui uma classificação normalizada de 100 a críticas de publicações, o álbum recebeu uma pontuação média ponderada de 78, com base em 12 críticas, indicando "críticas geralmente favoráveis"—o álbum mais bem avaliado de Lovato no site.
Escrevendo para o The Independent, Mark Beaumont revisou o álbum positivamente, descrevendo Holy Fvck como "um álbum de renascimento hard-rock excitante" e como "um registro clássico da fachada pop, eriçado de desafio e renascimento real". George Griffiths, da Official Charts Company, chamou-o de "uma coleção sombria e perigosa de batidas pop-punk de alta velocidade que contêm algumas revelações líricas realmente genuínas e comoventes". A crítica da Clash ao álbum de Emily Swingle observou que "irritado com uma atitude punk-rock sombria, este é um álbum que prospera em seu peso, queimando com veneno e gloriosamente ousado. Verdadeiramente provando que Lovato é uma força multifacetada a ser reconhecida , [Holy Fvck] é um uivo de brilho."
Em uma crítica mais mista a positiva para o Pitchfork, Olivia Horn escreveu que é "genuinamente emocionante ver Lovato entrar no modo caos em Holy Fvck, optando por quebrar a merda em vez de se consertar publicamente" e "dentro da raiva, há muito espaço para humor e irreverência", elogiando "Substance", "29" e os vocais de Lovato. Horn também observou que "às vezes Lovato leva a irreverência ao extremo", referenciando a arte do álbum e algumas das letras sexuais das músicas, e que "no ponto médio do álbum, você começa a desejar um pouco mais de sutileza".
Dando a Holy Fvck três estrelas de cinco, a colaboradora da NME Hannah Mylrea também foi mista. Mylrea elogiou "Substance" e a "atrevida" "City of Angels" como "momentos pop-punk galopantes", e os "vocais poderosos" de Lovato que "brilham por toda parte, pingando emoção e demonstrando ginástica impressionante" e criticou o "mais lento, cortes de sacarina como 'Happy Ending', '4 Ever 4 Me' e 'Wasted'" e o comprimento da lista de faixas do álbum.
Vários críticos, como Callie Ahlgrim, da Insider Inc., adicionaram o álbum e suas canções à lista dos maiores esnobados das indicações ao Grammy de 2023.

## Desempenho comercial
Holy Fvck estreou no número 7 na Billboard 200, incluindo o número 1 nas paradas Top Alternative Albums e Top Rock Albums, marcando a primeira entrada de Lovato nessas paradas com 33.000 unidades equivalentes a álbuns (das quais 20.000 foram vendas de álbuns puros), marcando o oitavo álbum consecutivo de Lovato entre os dez primeiros no país.
No UK Albums Chart, o álbum também estreou no número 7, com 6.488 unidades vendidas na primeira semana.

## Prêmios e indicações
| Prêmio             | Ano  | Categoria              | Resultado | Ref.   |
| ------------------ | ---- | ---------------------- | --------- | ------ |
| GLAAD Media Awards | 2023 | Melhor Artista Musical | Indicado  | [ 52 ] |

## Lista de faixas
Todas as músicas foram escritas por Demi Lovato, Warren "Oak" Felder, Alex Niceforo e Keith "Ten4" Sorrells. Todas as músicas foram produzidas por Oak e co-produzidas por Alex Nice e Keith "Ten4" Sorrells. Compositores e produtores adicionais abaixo.
| Lista de faixas de Holy Fvck |                                                |                                              |                  |         |  |
| N.º                          | Título                                         | Compositor(es)                               | Produtor(es)     | Duração |  |
| 1.                           | "Freak" (participação de Yungblud)             | Laura Veltz Michael Pollack Dominic Harrison | Chris Greatti[a] | 2:36    |  |
| 2.                           | "Skin of My Teeth"                             | Veltz Aaron Puckett                          |                  | 2:42    |  |
| 3.                           | "Substance"                                    | Veltz Jutes                                  |                  | 2:40    |  |
| 4.                           | "Eat Me" (participação de Royal & The Serpent) | Veltz Ryan Santiago                          |                  | 3:00    |  |
| 5.                           | "Holy Fvck"                                    | Veltz Salem Ilese Davern                     |                  | 2:34    |  |
| 6.                           | "29"                                           | Veltz Sean Douglas                           |                  | 2:43    |  |
| 7.                           | "Happy Ending"                                 | Veltz Jutes Mitch Allan                      | Allan            | 3:49    |  |
| 8.                           | "Heaven"                                       | Veltz Puckett                                |                  | 2:27    |  |
| 9.                           | "City of Angels"                               | Allan Jutes Davern                           | Allan            | 2:51    |  |
| 10.                          | "Bones"                                        | Emily Armstrong Siouxsie Medley Sean Friday  |                  | 2:31    |  |
| 11.                          | "Wasted"                                       | Veltz Douglas                                |                  | 3:03    |  |
| 12.                          | "Come Together"                                | Veltz Douglas                                |                  | 3:33    |  |
| 13.                          | "Dead Friends"                                 | Veltz Sam Ellis                              |                  | 2:57    |  |
| 14.                          | "Help Me" (participação de Dead Sara)          | Armstrong Medley Friday                      |                  | 3:23    |  |
| 15.                          | "Feed"                                         | Veltz Daniel Tashian JT Daly                 |                  | 3:13    |  |
| 16.                          | "4 Ever 4 Me"                                  | Veltz Allan Susan Joyce                      | Allan            | 3:46    |  |
| Duração total:               | Duração total:                                 | Duração total:                               | Duração total:   | 47:48   |  |

Notas
- ↑[a]  denota produtor vocal

## Créditos e pessoal
Obtido no site oficial de Lovato.
Intérpretes e músicos
| - Demi Lovato – vocais, vocais de fundo (9) - Yungblud – artista convidado (1) - Royal & the Serpent – artista convidado (4) - Dead Sara – artistas convidados (11) - Sean Douglas – vocais de fundo (6, 11-12) - Mitch Allan – vocais de fundo (7, 9), programação adicional (7, 16), guitarra (7, 9, 16) - JT Daly – vocais de fundo (15) - Sam Ellis – vocais de fundo (13) - Caleb Hulin – guitarra (7) - Salem Ilese – vocais de fundo (5) | - Jutes – vocais de fundo (9) - Lil Aaron – vocais de fundo (2, 8) - Alex Nice – vocais de fundo (1-2, 5-9, 11-13, 15), guitarra (1-3, 5-6, 8-16), bateria (1), programação (5-16) - Oak – vocais de fundo (1-2, 4-9, 11-13, 15), programação, teclado, bateria (5-7, 9-15) - Michael Pollack – vocais de fundo (1) - Davide Rossi – violino (16), viola (16), violoncelo (16) - Keith "Ten4" Sorrells – vocais de fundo (1-2, 4-9, 11-13, 15), programação, guitarra (1-6, 8-16), baixo, bateria (1-15) - Laura Veltz – vocais de fundo (1-2, 4-8, 11-13, 15) |

| Produção - Mitch Allan – produção (7, 9, 16) - Neal Avron – mixagem (4, 7) - Scooter Braun – produção executiva - Chris Galland – engenharia de mixagem (3) - Chris Gehringer – masterização - Chris Greatti – produção vocal (1) - Adam Hawkins – mixagem (1, 5, 11-12) - Caleb Hulin – engenharia vocal adicional (7) - Oscar Linnander – recording engineering (1), assistência de produção, gravação (2-16) - Manny Marroquin – mixagem (2-3, 6) - Alex Nice – co-produção - Oak – produção executiva, produção, gravação - Zach Pereyra – assistência de mixagem (2-3, 6) - Keith "Ten4" Sorrells – co-produção, mixagem (8-10, 13-16) - Trey Station – assistência de mixagem (2, 6) - Anthony Vilchis – assistência de mixagem (2-3, 6) | Design e marketing - Brandon Bowen – fotografia, arte - Collin Fletcher – direção de arte, projeto - Nagina Lane – marketing digital - Paul Lane – produção de pacotes - MacAndrew Martin – direção de arte, projeto - Erica Paul – marketing digital - Tavo Roig – marketing digital - Dominique Taverna – marketing digital - Sharon Timure – marketing - Nick Vernet – direção criativa |

## Desempenho nas tabelas musicais
| Tabela musical (2022)                   | Melhor posição |
| --------------------------------------- | -------------- |
| Austrália (ARIA)                        | 47             |
| Áustria (Ö3 Austria Top 40)             | 74             |
| Bélgica (Ultratop Flandres)             | 14             |
| Bélgica (Ultratop Valônia)              | 52             |
| Canadá (Billboard)                      | 45             |
| Países Baixos (Dutch Charts)            | 45             |
| França (SNEP)                           | 87             |
| Alemanha (Offizielle Deutsche Charts)   | 26             |
| Irlanda (IRMA)                          | 89             |
| New Zealand Albums (RMNZ)               | 36             |
| Portugal (AFP)                          | 6              |
| Escócia (Official Scottish Albums)      | 6              |
| Espanha (PROMUSICAE)                    | 19             |
| Suíça (Schweizer Hitparade)             | 41             |
| Reino Unido (Official Albums Chart)     | 7              |
| Estados Unidos (Billboard 200)          | 7              |
| Estados Unidos (Top Alternative Albums) | 1              |
| Estados Unidos (Top Rock Albums)        | 1              |

## Histórico de lançamento
| Região | Data                   | Formato                             | Gravadora | Ref.   |
| ------ | ---------------------- | ----------------------------------- | --------- | ------ |
| Várias | 19 de agosto de 2022   | CD download digital streaming vinil | Island    | [ 72 ] |
| Várias | 30 de setembro de 2022 | Cassete                             | Island    | [ 73 ] |